# In the Garden
In the Garden é o álbum de estreia do grupo de synth pop Eurythmics. Foi produzido por Conny Plank no seu estúdio em Colônia, Alemanha, com numerosos músicos e lançado em 16 de outubro de 1981.
Dois singles foram lançados no Reino Unido: "Never Gonna Cry Again" e "Belinda". Nenhum desses obteve grande sucesso comercial sendo que "Never Gonna Cry Again" alcançou a posição número 63 na parada musical britânica de singles. 
Em novembro de 2005 o álbum foi relançado, incluindo B-sides e um novo encarte com fotos.
| Críticas profissionais | Críticas profissionais |
| Avaliações da crítica  | Avaliações da crítica  |
| Fonte                  | Avaliação              |
| ---------------------- | ---------------------- |
| allmusic               | link                   |
| Georgiy Starostin      | (13/15) link           |

## Faixas
1. "English Summer"
2. "Belinda"
3. "Take Me to Your Heart"
4. "She's Invisible Now"
5. "Your Time Will Come"
6. "Caveman Head"
7. "Never Gonna Cry Again"
8. "All the Young (People of Today)"
9. "Sing"
10. "Revenge"

### 2005 Special edition bonus tracks
1. "Le Sinestre"
2. "Heartbeat Heartbeat"
3. "Never Gonna Cry Again" (Live)
4. "4/4 in Leather" (Live)
5. "Take Me to Your Heart" (Live)